# Pales processioneae
Pales processioneae är en tvåvingeart som först beskrevs av Julius Theodor Christian Ratzeburg 1840.  Pales processioneae ingår i släktet Pales och familjen parasitflugor. Inga underarter finns listade i Catalogue of Life.